# Teoria di Dow
La teoria di Dow (Dow Theory) è un insieme di definizioni e regole relative al comportamento dei prezzi degli strumenti finanziari presentata da Charles Dow sulla quale si basa l'analisi tecnica moderna. Charles Dow fu un giornalista americano che, ai primi del Novecento, fondò il The Wall Street Journal. Scrisse, in una serie di articoli sul The Wall Street Journal, una serie di osservazioni sui comportamenti dei mercati finanziari, analizzati mediante l'utilizzo di grafici. Si deve quindi a lui e alla sua teoria la nascita e la divulgazione dell'analisi tecnica, oltre che lo sviluppo dei primi indici azionari, tra cui il Dow Jones.

## Principi della teoria di Dow
I sei principi di base della teoria di Dow si possono riassumere come segue:
1. Il mercato è formato da tre tendenze (trend): trend primario (nel lungo periodo 1 - 3 anni), secondario (nel medio periodo 3 settimane - 3 mesi) e minore (nel breve periodo fino a 3 settimane).
2. La tendenza primaria è suddivisa in tre fasi: accumulo (solo le "mani forti" investono), partecipazione del pubblico (la maggior parte dei trend followers prende posizione, notizie economiche positive) e distribuzione (momento di euforia nel mercato, le "mani forti" cominciano a vendere)
3. le medie del mercato (indici) scontano tutte le notizie: qualsiasi fattore, riguardante la domanda e l'offerta viene riflesso negli indici di Borsa
4. Le medie del mercato azionario devono confermarsi a vicenda: occorre che il trend di un settore sia confermato anche dall'andamento dei settori a lui collegati (nella teoria originale si riferiva all'indice industriale "Dow Jones industrial" e dei trasporti "Dow Jones transportation")
5. Le tendenze devono essere confermate dal volume: il volume si deve espandere in direzione del trend primario, si deve contrarre in direzione opposta.
  1. Trend rialzista: volume in espansione durante i movimenti rialzisti, in contrazione durante i movimenti ribassisti
  2. Trend ribassista: volume in espansione durante i movimenti ribassisti, in contrazione durante i movimenti rialzisti
6. Un trend è in atto fino a che non esiste un segnale definitivo di inversione di tendenza: brevi periodi di movimenti in controtendenza non costituiscono inversione di rotta del mercato salvo un persistere degli stessi.
  1. Failure swing: durante un trend rialzista si interrompe la successione dei massimi crescenti; in un trend ribassista si interrompe la successione dei minimi decrescenti
  2. Non failure swing: durante un trend rialzista si interrompe prima la successione dei minimi rialzisti, si crea quindi un massimo inferiore a quello precedente per poi rompere l'ultimo minimo formato; durante un trend ribassista si interrompe prima la successione dei massimi ribassisti, si crea quindi un minimo superiore a quello precedente per poi rompere l'ultimo massimo formato

## Approfondimenti sui principi
- Il mercato è formato da tre tendenze (trend): le durate dei rispettivi trend devono essere considerate come linee guida, infatti lo scopo principale deve essere l'individuazione di una tendenza principale in base al time frame che si sta studiando; non è possibile infatti individuare un trend primario di durata compresa tra 1 - 3 anni su un grafico intraday. Importante è invece capire sulla base del time-frame utilizzato a quale durata temporale si può ricondurre il proprio trend primario, ad esempio:
  1. Grafico a 15 minuti: su questo grafico di solito si riesce a studiare fino ad un massimo di circa 10 giorni di borsa, ecco che quindi un trend primario su time-frame a 15 minuti potrebbe rappresentare un trend minore (fino a 3 settimane) della teoria di Dow.
  2. Grafico a 2 ore: su questo grafico di solito si riesce a studiare fino ad un massimo di circa 2 mesi di borsa, quasi 3, ecco che quindi un trend primario su time-frame a 2 ore potrebbe rappresentare un trend secondario (da 3 settimane a 3 mesi) della teoria di Dow.
- La tendenza primaria è suddivisa in tre fasi: la fase di accumulazione è una fase laterale, mentre quella di partecipazione pubblica è il trend vero e proprio nato dal breakout della fase laterale, la fase di distribuzione è una nuova fase laterale.
  1. trend rialzista: fase di accumulazione (massimi-minimi orizzontali), fase di partecipazione pubblica (breakout del massimo orizzontale con inizio della tendenza rialzista), fase di distribuzione (nuova fase laterale che dovrà concludersi con un breakout del minimo orizzontale).
  2. trend ribassista: fase di distribuzione (massimi-minimi orizzontali), fase di partecipazione pubblica (breakout del minimo orizzontale con inizio della tendenza ribassista), fase di accumulazione (nuova fase laterale che dovrà concludersi con un breakout del massimo orizzontale.

Da un punto di vista pratico è ovvio che una fase di accumulazione potrebbe rappresentare un minimo di ordine superiore, mentre una fase di distribuzione un massimo di ordine superiore, questo poiché vige il principio della matrioska secondo cui questi movimenti si ripropongono uguali a sé stessi, annidandosi l’uno dentro l’altro e potenzialmente all’infinito.
- Le medie del mercato azionario devono confermarsi a vicenda: questi stessi principi sono validi anche su altri indici tra loro correlati sia inversamente che direttamente. Sul FTSE Mib ad esempio si potrebbe usare l'indicatore advance-decline in quanto un segnale rialzista sull'indice deve necessariamente essere confermato anche dall'indicatore che per sua natura deve replicare l'andamento dell'indice. Lo stesso concetto viene utilizzato anche nell'analisi intermarket dove ogni movimento su un indice ha una correlazione con un altro ad esso collegato, ad esempio (Dollaro-oro) oppure (Commodities "materie prime" - Obbligazioni).
- Un trend è in atto fino a che non esiste un segnale definitivo di inversione di tendenza: non c'è molto da aggiungere, bisogna però specificare che nella teoria originale Dow riteneva che i dati più importanti fossero le chiusure, dando poca o nessuna importanza a rotture intraday. Una possibile variante potrebbe essere l'uso delle rotture intraday per determinare con precisione i massimi e i minimi di riferimento che andrebbero però rotte tramite i prezzi di chiusura.